# José E. Colom
José E. Colom, właśc. José Enrique Colom Martínez (ur. 1889, zm. 1973) – amerykański polityk, w roku 1939 tymczasowy gubernator Portoryko, znajdującego się wówczas pod administracją kolonialną Stanów Zjednoczonych.

## Życiorys
Urodził się w 1889.
Sprawował urząd gubernatora Portoryko tymczasowo od 25 czerwca 1939, kiedy to zastąpił na stanowisku Blantona C. Winshipa, przez kilkadziesiąt dni do 11 września 1939. Jego następcą został William Daniel Leahy. Zmarł w 1973.